# Serra de Costa Ampla
La Serra de Costa Ampla és una serra situada als municipis de Talarn i Tremp al Pallars Jussà (dins de l'antic terme de Gurp de la Conca), dels quals fa de termenal. En el seu extrem sud-est és termenal entre Talarn i Salàs de Pallars i, encara, la seva cua en aquest mateix costat arriba a submergir-se en les aigües del pantà de Sant Antoni. Arriba a una elevació màxima de 1.002,9 metres.
La seva continuïtat cap al nord-oest és la Serra de Santa Engràcia, on hi ha el poble d'aquest mateix nom. Juntament amb ella formen part dels contraforts sud-oriental de la Serra de Castellet.
El punt més elevat de la serra, a 1.002,9 m. alt., és un turó sense nom situat davant i al sud-est del poble de Santa Engràcia. La serra va baixant progressivament cap al sud/est, i té els cims més significatius a la Tossa, de 887,4, Roques Pelades i la Roca Tosa, de 770,6.
Una part important del vessant meridional d'aquesta serra forma part dels camps de tir del campament militar General Martín Alonso, on està situada l'Acadèmia General Bàsica de Suboficials de l'exèrcit espanyol.